# Tanongsak Saensomboonsuk

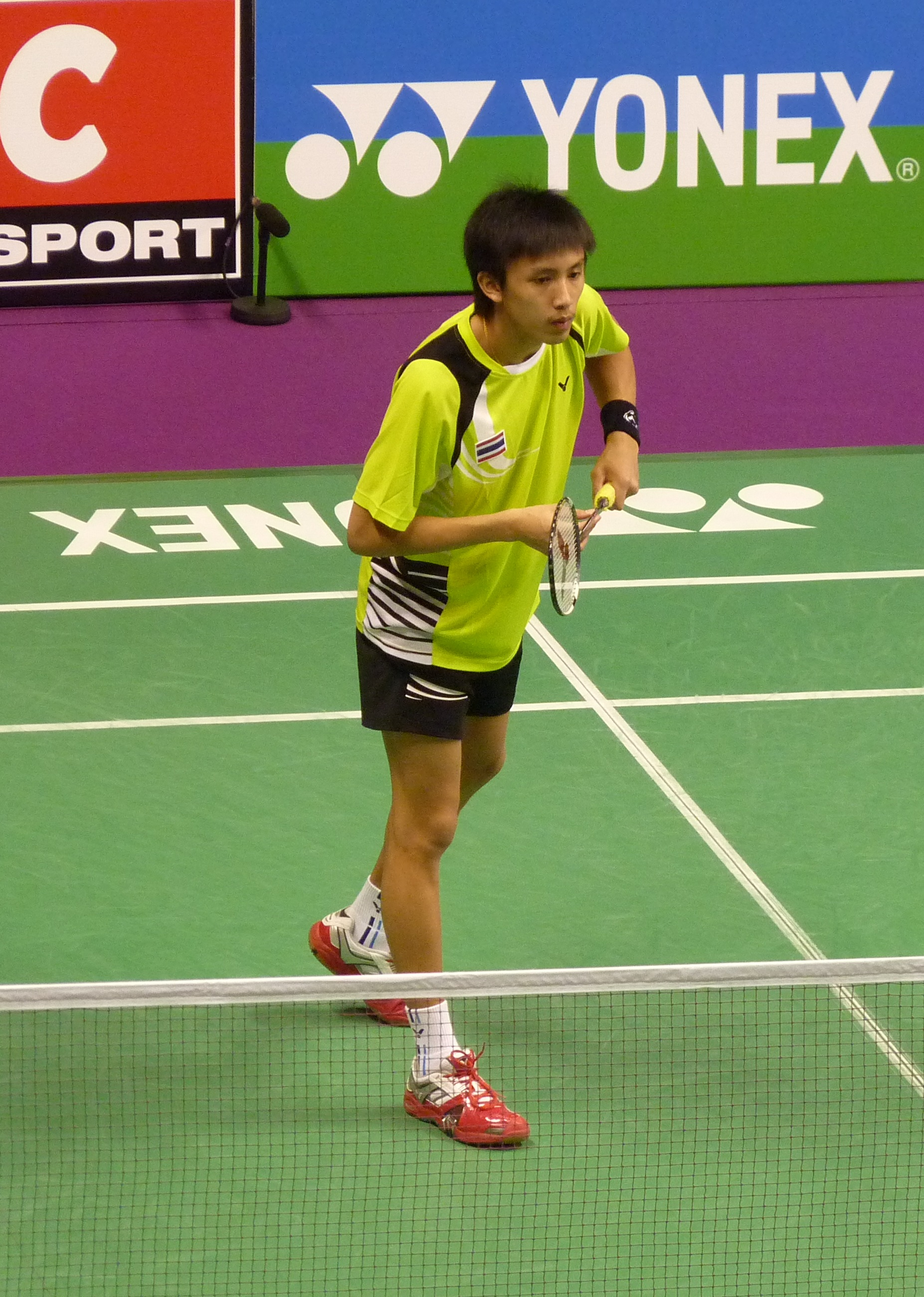
Tanongsak Saensomboonsuk (2010)

Tanongsak Saensomboonsuk (Thai: ทนงศักดิ์ แสนสมบูรณ์สุข; * 13. Oktober 1990) ist ein thailändischer Badmintonspieler.

## Sportliche Karriere
Tanongsak Saensomboonsuk verzeichnet als bisher größten Erfolg den Gewinn von zwei Bronzemedaillen bei den Südostasienspielen 2009 im Herreneinzel und mit der thailändischen Herrenmannschaft. Mit dem Team stand er auch im Achtelfinale des Thomas Cup 2008. Ins Viertelfinale konnte er sich  bei der Badminton-Juniorenweltmeisterschaft 2008 und bei der Malaysia Super Series 2010 vorkämpfen. 2008 und 2009 gewann er den Smiling Fish.
2012 konnte er beim India Open Grand Prix den 2. Platz im Herreneinzel erreichen.